# Кардам (област Добрич)
Вижте пояснителната страница за други значения на Кардам.
 Тази статия е за селото в област Добрич.  За другото българско село с това име вижте Кардам (област Търговище).  За други значения вижте Кардам (пояснение).
Кардам е село в Североизточна България. То се намира в община Генерал Тошево, област Добрич.

## География
Село Кардам се намира на 8 km от общинския център Генерал Тошево, на 32 km северно от областния център Добрич, на 83 km от Варна, на 507 km от столицата София и на 5 km от българо-румънската граница. Разстоянието до съседното село от румънска страна Негру Вода е 11 km. Географско положение: 43° 45' с.ш.; 28° 06' и.д.

## История
В землището на селото има останки от антично селище. Открит е некропол с гробно съоръжение, изградено от големи каменни плочи, инвентар от римска керамика и монета от края на II в. Днес теренът, в който се намира некропола, е подложен на интензивна земеделска обработка и голямата част от по-ниските могили са напълно заравнени. През епохата на Първото българско царство, районът е бил сравнително гъсто заселен с неголеми селища, разположени по склоновете на малки дерета. През османския период селището е разположено южно от съвременното село Кардам. То е било богато, в развалините му са открити многобройни фрагменти от глазирана и луксозна керамика, акчета, малки украшения, две горели западноевропейски монети (грош на Сигизмунд Стари от 1529 г.). От същия период вероятно е и половината от западноевропейски двуръчен меч, открит в селото.
Първите писмени сведения за селото също са от времето на Османската империя, около XVI в. Селото фигурира в турските архиви за вземане на данъци от местното население, което основно е било турско. Първото наименование на Кардам в архивите е Армаган Огли Коюсу. В долната част на сегашното село се е намирало друго – Абдул неби. Впоследствие селата променят имената си на Харманкуюсу (Армаанкуюсу) и Небикуюсу. През 50-те години на ХХ в. селата се казват Кардам и Яснец, и по-късно са обединени под едно име – Кардам.
Според запазените писмени свидетелства към 1929 година селището претърпява чувствително стопанско развитие, когато до него достига железопътната линия Добрич — Черна вода.

## Население
Преброяване на населението през 2011 г.
Численост и дял на етническите групи според преброяването на населението през 2011 г.:
|                     | Численост | Дял (в %) |
| Общо                | 1019      | 100,00    |
| Българи             | 935       | 91,75     |
| Турци               | 19        | 1,86      |
| Цигани              | 28        | 2,74      |
| Други               | 12        | 1,17      |
| Не се самоопределят | 0         | 0,00      |
| Неотговорили        | 25        | 2,45      |

## Религии
Източно-православно християнство. В центъра на селото се намира църквата „Света Троица“.

## Обществени институции
Селото е в рамките на Добричка област, община Генерал Тошево. Разполага с основно училище „Христо Ботев“, детска градина „Дъга“, читалище „Пробуда – 1941 г.“.

## Население
Населението на Кардам е преобладаващо българско, над 90%. Основният поминък на населението е земеделие и животновъдство.

## Културни забележителности
- В близост до Кардам се намира мястото, където е бил чифликът край границата, за който е писал писателят Йордан Йовков.
- В селската църква през 1909 г. Дора Габе сключва граждански брак. Това е първото село, в което живеят родителите ѝ след пристигането си в България и преди да се роди Дора Габе.
- В съседното село Йовково, кръстено на писателя, са погребани родителите на Йордан Йовков.

Паметникът в село Кардам е на един руски войник. Намира се в центъра на селото, на около 10 m от читалище „Пробуда“.
При геоложки проучвания през 1950-те г. в околностите на селото са намерени вкаменените останки на изкопаема древна птица, извадени от 102-метрова дълбочина от средномиоценски (конк) пластове. Проучването им от палеоорнитолога проф. Златозар Боев показа, че те принадлежат на нов вид и нов род птица, родствен със съвременните скорци. Екземплярът е описан като кардамски добруджански скорец (Dobrosturnus kardamensis) и е живял преди 12.5-10.5 милн. г. 

## Редовни събития
Събор в центъра на село Кардам, 50 дни след Великден, на Петдесетница.